# Zalahaláp, Veszprém
Zalahaláp  este un sat în districtul Tapolca, județul Veszprém, Ungaria, având o populație de 1.277 de locuitori (2011). 

## Demografie
Componența etnică a satului Zalahaláp
     Maghiari (98,56%)
     Alții (1,44%)
Componența confesională a satului Zalahaláp
     Romano-catolici (50,59%)
     Fără religie (15,97%)
     Reformați (1,33%)
     Necunoscută (31,56%)
     Atei (0,55%)
     Alte religii (1,41%)
Conform recensământului din 2011, satul Zalahaláp avea 1.277 de locuitori. Din punct de vedere etnic, majoritatea locuitorilor (98,56%) erau maghiari.  Din punct de vedere confesional, majoritatea locuitorilor (50,59%) erau romano-catolici, existând și minorități de persoane fără religie (15,97%) și reformați (1,33%). Pentru 31,56% din locuitori nu este cunoscută apartenența confesională.